# 漏字文
漏字文（英語：lipogram，意为“失踪的字母”）是一种有意避免使用某个或某几个特定字母的写成的文章。漏字文可能在写作或文字游戏中出现。公元前5世纪希腊诗人里斐奥多鲁斯写的24卷史诗中，每一卷都省略希腊字母中的一个不同字母。
一般，被省略的元音是常见的元音（如英语中的e）（McArthur, 1992），一个漏字文的作者在他的文章中只使用除e以外的25个字母写作。
上文中举出的省略e的漏字文即是这篇，透過第一段中文譯文，可以感受到其英文使用的怪異之處：
| “ | A lipogram is a kind of writing with constraints consisting of writing full paragraphs or books in which a particular symbol, such as that fifth symbol (which is most common in talks), is missing. An author must submit to an awful handicap, allowing only consonants and A, I, O, and U. This is ordinarily a quorum of half of fifty. 使用漏字文進行寫作是必受約束的，運用漏字文寫作進行時，一個特定的字符（譬如第五個字符，其於書寫中被運用次數是最多的）被省略。漏字文寫作的作者們必須遵守這種苛刻的規定，只使用輔音和A、I、O、U進行寫作。於此情形中，符合規則的字符數是25個。 | ” |

另一个例子，这次读者更难发现其中的怪异现象；
| “ | This is an unusual paragraph. I'm curious how quickly you can find out what is so unusual about it? It looks so plain you would think nothing was wrong with it! In fact, nothing is wrong with it! It is unusual though. Study it, and think about it, but you still may not find anything odd. But if you work at it a bit, you might find out! Try to do so without any coaching! 這些文字組合有些特殊，我對你能於多久後獲知這些文字的奇異之處而有著濃厚的興趣。這些文字組合似乎平平無奇，你或許認為這些文字組合沒有任何錯誤！確實，這些文字組合沒有錯誤！可是這不能證明這些文字組合就僅僅是普通的組合。細細思索，並且試著理解背後的蘊意。或許你依舊未能尋得任何的特殊之處。不過，若你進行更進一步的思索後，你可能就會驚覺這些文字組合的奇特之處！試著僅憑藉著自己的思索，以理解這些文字組合的奇特之處！ | ” |

写出一篇不含字母z、j、x的漏字文很容易，但写出一篇不含常见字母e的漏字文则很难。如此写作很不切实际，因为作者必须略去不用很多常用单词，结果造成文章生硬难懂。写得好的漏字文数量很少。
包括上述的例子在内，以及Ernest Vincent Wright写的《Gadsby》（1939）和乔治·佩雷克写的《A Void》(《La Disparition》) (1969)，都是缺少了字母e（法语和英语中最常见的字母）的漏字文。佩雷克是潛在文學集團的法国作家中的一员，这群作家在他们的作品中采用了多种带有约束性质的写法。Gilbert Adair翻译的《La Disparition》（译名叫《A Void》），忠实于法语原著的精神，全篇译文中没有使用一个e，这一严格限制导致译者连英语中诸如the和me之类的常用词也不能使用。
近来的另一个例子是Christian Bök写的《Eunoia》，在书的每一章中，都只用了一个元音字母。例如，第四章并没有出现字母a、e、i和u。该章中一个典型的句子是：“Profs from Oxford show frosh who do post-docs how to gloss works of Wordsworth.”只使用一个元音字母写成的漏字文称单音文（英語：Univocalic）。(McArthur, 1992)
Mark Dunn写的《Ella Minnow Pea》被描述为是“日益增多的漏字文文体寓言（progressively lipogrammatic epistolary fable）”：故事情节是一个小国开始将使用某些字母定为非法，当某一个字母在文中被定为非法时，小说原文中基本上就不再出现该字母了。然而它并非严格意义上的漏字文，因为非法字母在文中有时合理地出现（故事主角因使用了非法字母而被放逐），并且，当情节需要而要搜索一个全字母句时，所有26个字母显然都会用上。同样，在故事的后面，作者开始使用同音字母来代替那些不能使用的字母（例如，用ph代替f，用g代替c），可能有人认为这一行为具有欺骗性。
在瑞典，由于需要，在林雪平大学（Linköping University）发展出了一种形式的漏字文。因为文件在电脑平台间共享和移动时，不同电脑平台间字母Å、Ä、Ö、å、ä和ö的内在表示法（internal representation）是不同的，传统上，在编写源代码的注释时不会使用这几个字母。但遵守这种限制来写文章仍被人当作消遣。